# Dielocroce elegans
Dielocroce elegans là một loài côn trùng trong họ Nemopteridae thuộc bộ Neuroptera. Loài này được Martynova miêu tả năm 1930.